# He Pingping
He Pingping (em chinês: 何平平; em pinyin: Hé Píngpíng; 13 de julho de 1988 – 13 de março de 2010) foi, segundo o Guinness World Records, o homem mais baixo do mundo capaz de andar em sua época, com 74,61 cm (2 ft 5,37 in) de altura.

## Vida pessoal
Pingping era o terceiro filho de uma família do Condado de Huade, na cidade de Ulanqab, ao norte da Mongólia Interior, China. Ele tinha duas irmãs, ambas de tamanho normal. De acordo com seu pai, He Yun, ao nascer, He Pingping era tão pequeno que cabia nas palmas das mãos de seus pais. Quando se tornou evidente que a criança crescia em um ritmo muito lento, os médicos diagnosticaram como causa da deformidade óssea a osteogénese imperfeita, que dificulta o crescimento normal dos ossos e, consequentemente, da altura.

## Reconhecimento
Em janeiro de 2007, Pingping foi convidado a participar de um programa de televisão em Tóquio, Japão. Após essa aparição, seu título de homem mais baixo do mundo capaz de andar foi certificado pelo Guinness World Records. Ele foi medido três vezes em um período de 10 horas para que se pudesse confirmar que tinha 74 cm (2 ft 5 in) de altura. A região da Mongólia Interior, onde nasceu, também é a província natal de Bao Xishun, que com 2,36 m de altura, foi reconhecido pelo Guinness como o homem mais alto do mundo até setembro de 2009. O encontro dos dois, que foi televisionado, ocorreu em julho de 2007, e atraiu a atenção da mídia global.
Em maio de 2008, apareceu no canal de televisão britânico Channel 4, em um documentário chamado The World's Smallest Man and Me, apresentado por Mark Dolan. Em setembro de 2008, fez uma aparição com a mulher com as maiores pernas do mundo, Svetlana Pankratova, na Trafalgar Square de Londres, para divulgar o lançamento da edição de 2009 do Guinness World Records. Em setembro do mesmo ano, viajou para Nova Iorque para divulgar o lançamento da edição de 2009 do Guinness Book of World Records. Em 25 de abril de 2010, apareceu no décimo episódio o reality show The Amazing Race, filmado em Xangai. Este episódio foi dedicado em sua memória.

## Morte
Pingping foi internado em um hospital no dia 3 de março de 2010 em Roma, depois de reclamar de dores no peito. Morreu em 13 de março de 2010, aos vinte e um anos de complicações cardíacas. Era um fumante inveterado. O editor chefe do Guinness World Records, Craig Glenday, disse que ele era "uma inspiração para todos considerados diferentes ou incomuns."